# チェック・メイト (キン肉マンII世)
チェック・メイトは、ゆでたまごの漫画『キン肉マンII世』および『キン肉マンII世〜オール超人大進撃〜』に登場する架空の人物。
アニメ版の声優は遠近孝一。

## 主な特徴
初登場は『キン肉マンII世』d・M・p編「人気投票No.1は冷血の騎士!?」。チェスの駒を模したボディを持つ超人で、悪魔超人の首領サンシャインが手塩にかけて育てたナイトメアズの一人。口調は丁寧で礼儀正しいが、慇懃無礼な傾向がある。
サンシャインからネガティブな言葉と感情を教えられなかったため、痛みを感じない。ゆえに関節技をかけられてもギブアップすることはないが、ダメージは実際に受ける。当初は本人も「どんな技でも耐えられる身体を持っている」と勘違いしており、キン肉万太郎戦でわざとショー的に技を受け続けたために大ダメージを負い、それが元で敗北する。万太郎に敗れて以後は、正義超人となり共に行動。サンシャインのもとにいた頃はゆで卵の白身と鶏肉の皮を剥いだ物のみと食事を制限されており、火事場のクソ力修練編では食いしん坊な面が見られた。ゆでたまごは「言葉遣いをバカ丁寧にさせたのが、仲間になってからは解説役として生きてきましたね。同じ解説役でも、感情的なキッドに対して、チェックは理論派」と語っている。
チェス・駒（ピース）・チェンジにより「キング」「ナイト」「ルーク」そしてそれらに通常形態を組み合わせた「グランドスラム」の4形態に体を変化し、状況に合わせて肉体を変化させ戦う。
人気は高いものの、本編では正義超人に転向してから公式戦はなかった。

## 『キン肉マンII世』でのチェック・メイト

### ナイトメアズ時代
5歳くらいの頃、両親にd・M・p（デーモン・メイキング・プラント）のスラム街に捨てられゴミを漁っていた所をサンシャインにスカウトされ、10年間育てられ、痛みや苦しみといったネガティブな感情を持たない悪魔超人となる。アニメではサンシャインの弟子であることでほかの悪行超人たちに格下扱いされていた。
サンシャインと同門のレックス・キングと共に大阪を襲撃。駆けつけた新世代超人・ゴージャスマンを返り討ちにする。レックス・キングが敗れた後、サンシャインに悪魔超人魂入魂を受け、姿を表す。その直後、彼の物腰柔らかな態度に、握手を求めたゴージャスマン（アニメではガゼルマン）の腕を折り、止めに入ったテリー・ザ・キッドを一蹴し、万太郎に闘いを挑む。
観客の女性ファンを魅了し、痛みを感じない肉体とチェス・駒・チェンジで有利に進めるチェックは試合を楽しもうとするが、立ち上がらない彼に疑問を感じ始め、悪魔超人軍が滅んだ理由を「正義超人は弱く、悪魔超人はもっと弱かった」という考えを持つようになる。その言葉は師であるサンシャインの怒りを買い、チェックはサンシャインに反逆する。しかし万太郎の攻撃により、チェックの右足の靱帯が破裂し、肉体は普通の超人であることが判明。最後は火事場のクソ力を発動させた万太郎のキン肉バスターの前に敗北する。

### 新世代正義超人時代
火事場のクソ力修練編では万太郎との戦いで清々しさを感じ取った彼は、自分を破った万太郎の強さを確かめるために北海道・網走で行われたノーリスペクトの1人・フォーク・ザ・ジャイアント戦に現れる。場外乱闘を起こすフォークを諌め、万太郎に「がんばれ」と激励。彼の激励により闘いの果てにあるのは憎しみだけではないと感じた万太郎はフォークに勝利する。以後万太郎と行動を共にし、ボーン・コールドとの闘いではキッドと共に万太郎のセコンドにつき、彼を勝利に導いた。
超人オリンピック ザ・レザレクションではモナコ代表として出場。最終予選「二人三脚でZEIZEI!」にて、Mr.ガッチャの攻撃の前に負傷したパートナー・シンヤを守るため棄権する。
悪魔の種子編では、キッドたち新世代超人と共に突如与那国島に現れたジェネラル・パラストに向かうが、パラストのゲートバリヤーを破れず難攻する。バッファローマンの協力を得てパラストに入った万太郎の試合を見届けるが、飛び出したパラストによりケビンマスクと共に唐戸桟橋へ。その後スカーフェイスやガゼルマンと合流し、巌流島への船頭を務める。B-エボリューションズ（スカーフェイス、ケビンマスク）が敗れた後は万太郎たちと別れて飛び出したケビンをジェイドと共に後を追うが、発見することはできなかった。
第1回キャラクター人気投票では第7位、第2回キャラクター人気投票では第10位、第3回キャラクター人気投票では第7位にランク入りしている。

### 究極の超人タッグ編
時間超人により肉体消滅の危機にあるケビンマスクを救うために、「タイムワープの8超人」として20世紀へタイムワープ。究極の超人タッグの開催が決まり、パートナーのいないセイウチンとタッグを組もうとするも、出場自体に意欲的でなかったセイウチンに拒否される。その後、突如として現れたネプチューンマンと組んだセイウチンの身を案じて影から伺い、セイウチンを洗脳しトロフィー球根の奪取と完璧超人再興を目論むネプチューンマンの悪意に気付き、セイウチンを元に戻そうと立ち向かうが、ネプチューンマンに攻撃を見切られ、クロス・ボンバーの最初の犠牲者となってしまい、顔の生皮を剥がされて拉致される。
棺桶に入れられていたが、究極の超人タッグの入場にてふとしたショックから外に放り出され、万太郎たちにネプチューンマンの脅威を伝え、病院に搬送される。
2回戦のヘルズベアーズ対ヘル・イクスパンションズにおいては同じく顔を剥がされたイリューヒンやバリアフリーマンやスカーフェイスと共に、セイウチンの前に現れ、正義超人に戻すことに成功する。その後は死亡したカオス・アヴェニールの残したピラリアの花の起こした奇跡により、剥がされた顔は完治していた。
カバーイラストでは鎧が赤から黒に変更されている。
第4回人気投票（結果は10位）では顔を剥がされていたため、お面をつけた状態で登場した。

### 主要対戦成績
- ×キン肉万太郎（キン肉バスター）

## 『キン肉マンII世〜オール超人大進撃〜』でのチェック・メイト
初登場は第10話「怖いよ〜!チェック・メイトの3変化」。『キン肉マンII世』と同じくサンシャインの弟子として登場。d.M.pアジトに進入してきたキン肉万太郎と闘う。原典のようなネガティブな感情を教わらなかった設定は存在せず、痛覚がある描写もなされている。また、サンシャインのことを終始心から慕っており、両者の関係に亀裂が入ることはなかった。
万太郎との闘いの中、正義超人側に心が傾き、それを察したサンシャインに「自分の好きな道を素直に行け」という言葉により正義超人入りする。
d・M・pに洗脳されたヘラクレス・ファクトリー二期生との闘いでは、おでん巨塔ゆで玉子リングでキャプテン・マッコウと対戦。猛攻に圧され、ダメージを受けながら逆転。最終的にKOしたものの力尽き引き分けとなった。
超人一等祭ではモナコ代表として出場するが予選落ちとなる。
悪魔超人時代でも、サンシャインに褒められて喜んだり、麒麟男たちの卑怯なやり方に怒ったりと、『キン肉マンII世』に比べて性格が若干マイルドになっている。この点に関しては屍魔王と麒麟男に「サンシャインは悪魔超人の器を作っただけで、肝心の邪悪な心を入れ忘れていた」と指摘されていた。
第1回キャラクター人気投票では第6位にランク入りし、その際には号泣する一面を見せた。

### 主要対戦成績
- ×キン肉万太郎（キン肉バスター）
- △キャプテン・マッコウ（両者失神）

## 得意技
チェス・駒（ピース）・チェンジ
体内にチェスの形をしたアクセサリーを取り込むことで身体を変化させて戦う。これら以外にも「ポーン」があり、対戦相手の万太郎に奪われ使用されたが一回につき一歩しか動けないという不良品だった。そのためチェック・メイト自身は飾りとして所持しているに過ぎず、またチェス・駒も自分以外の超人では満足に扱えないことも述べている。アニメでは演じた遠近がキング、ナイト、ルークそれぞれの形態を異なった声質で演じ分けていた。
王様（キング）形態
最も基本的な形態。明晰な頭脳をもつ。
馬（ナイト）形態
下半身と頭部を馬に変化させる。しなやかな動きを得意とする。アニメでは高い声になる。
城（ルーク）形態
身体が強固なレンガ状に変化。頭部は塔のような形状（チェスのルーク）になる。解体城（セパレーツボディ）により身体を分離させることが可能。アニメでは低く野太い声で話す。
城・王様・馬（グランドスラム）形態
上記3つの形態の長所（キングの頭脳、ナイトの下半身、ルークのレンガ状ボディ）を合わせたチェック・メイトの究極体。
馬式誉れ落とし（ばしきほまれおとし）
空中に放り投げた相手の脚の上に自分の両前脚を乗せて全体重をかけ、後頭部から肩をマットに激突させる技。「ナイト」形態で使われる技だが、重量の分威力が増す「グランドスラム」形態でも使用できる。
試合以外にもジェネラル・パラスト突破の際や、ケビンマスク号建造の際は杭打ち機のように使った。
落爆人机（らくばくひとづくえ）
「グランドスラム」形態で使用。自分の胸板と太股に開けた空洞に、相手の両手首と両足首を挟みこんでそのままジャンプ、相手を下にして落下しマットに叩きつける。
ケンタウロスの黒い嘶き（ケンタウロスのくろいいななき）
「ナイト」形態に変身しての馬の蹄で相手に連続で蹴りを見舞う。正式な試合中では使われていない。
オープン・ザ・ルークゲート / クローズ・ザ・ルークゲート
「ルーク」形態にて使用。オープン・ザ・ルークゲートで解体城（セパレーツボディ）の上半身と下半身を分離させ、相手の攻撃を避けた後、クローズ・ザ・ルークゲートで挟み込む。
ルーク・スカイツイスター
「ルーク」形態にて使用。空中に放り投げた相手にまず分離した上半身が突撃、相手をそのままコーナーポストの頂点に落下させ、その後下半身も加速を付けて飛んで上半身へと勢い良く合体することにより、相手にさらに加重を加え大きなダメージを与える。
馬蹴り（ナイトキック）
「グランドスラム」形態に変身して使用する後ろ脚での蹴り。
ギャロップキック
『キン肉マンII世〜オール超人大進撃〜』で使用。「ナイト」形態に変身して使用する後ろ脚での蹴り。
王式絢爛投げ（おうしきけんらんなげ）
『キン肉マンII世〜オール超人大進撃〜』で使用。「キング」形態唯一の必殺技。相手の両腕をリバース・フルネルソンに固め、そのまま飛び上がりながら前方に倒れ、相手の腹部をコーナーポストの頂点に叩きつける。
リベンジ・ザ・ナイトメア
ゲーム『キン肉マンII世 新世代超人VS伝説超人』でのオリジナル技。発動中に攻撃を加えられると相手の頭上に駒を落として反撃する。

## プロフィール
- 分類 - 悪魔超人→新世代正義超人
- 出身地 -  モナコ[2]
- 身長体重 - 221cm 190kg〜800kg[2]
- 超人強度 - 121万パワー[2]
- 好物 - 湯豆腐、ゴーヤチャンプル[2]

### 異名
- 極限の超人[10]
- 漆黒の騎士[11]
- 不死身の超人[12]

### 主な肩書き
- d.M.p ナイトメアズNo.2

## コンピュータゲーム
ワンダースワンカラー専用ソフト『キン肉マンII世 ドリームタッグマッチ』では14体のプレイヤーキャラクターの一人としてチェック・メイトが登場している。フライング技の威力が高いキャラクターとしてデザインされている。
『キン肉マンII世 新世代超人VS伝説超人』などでは、タッグチームを組むキャラクターによっては特定のチーム名が付けられる。
- ニューナイトメアズ - サンシャイン
- はぐれd・M・pコンビ - ケビンマスク、スカーフェイス、ヒカルド

『キン肉マンII世 新世代超人VS伝説超人』のストーリーモードでは、過去の悪魔超人たちと「ニューナイトメアズ」結成を企み、過去にタイムワープ。サンシャインと遭遇し、悪魔超人再興を持ちかけるが、正義超人の排除に逆に利用される。
『キン肉マンII世 超人聖戦史』では主人公が正義超人であり、属性ゲージが一定値であれば仲間にできる。
『キン肉マン マッスルグランプリ』シリーズでは、チェック・メイトの2Pカラー（同じキャラクター同士で対戦するための「色違い」キャラクター）として黒い鎧姿で登場する。